# Ostuni
Ostuni – miejscowość i gmina we Włoszech, w regionie Apulia, w prowincji Brindisi, na południu Włoch. Miasto często określane jest mianem la Città Bianca, a swoją nazwę zawdzięcza licznym białym domkom, które już z daleka przyciągają wzrok przybywających tu turystów.
Według danych na rok 2023 gminę zamieszkuje 24 003 osób, 107,64 os./km².
W miejscowości jest stacja kolejowa Ostuni.